# Locomotiva FS 206
Le locomotive FS gruppo 206 sono state macchine a vapore con tender di rodiggio 0-3-0 che le Ferrovie dello Stato acquisirono, dopo il 1906, in seguito alla definizione delle procedure di riscatto della Società italiana per le strade ferrate meridionali (SFM).

## Storia
Le locomotive del gruppo vennero acquisite dalla Società delle Meridionali quasi a ridosso del 1885 anno in cui avvenne la ripartizione delle ferrovie precedenti tra le tre grandi reti. Si trattava di locomotive per treni merci. Erano in parte di costruzione nazionale e in parte estera: le prime 17 unità erano state consegnate dalle Officine di Pietrarsa (Napoli) nel 1882 e ulteriori 13 unità nel 1884 dalla Kessler di Esslingen. Le ordinazioni successive erano state fatte alla Società alsaziana di Mulhouse in ragione di 12 unità consegnate nel 1885 e 8 consegnate nel 1886. Pietrarsa ne aveva fornite altre 6 unità nel 1886 e, tra lo stesso anno e il 1887, ne aveva fornite 8 unità l'Ansaldo di Sampierdarena. Furono immatricolate nel parco macchine SFM da 3301 a 3364.
Vennero infine acquisite dalle Ferrovie dello Stato nel 1906 e immatricolate come FS 2061-2124.
Nell'album delle locomotive FS, al 31 dicembre 1914, ne risultavano immatricolate ancora 60 unità suddivise in due gruppi con caratteristiche tecniche equivalenti e alquanto diverse per alcune varianti estetiche e funzionali.

## Caratteristiche tecniche
La locomotiva aveva una configurazione complessiva piuttosto semplice; fu costruita con il comune rodiggio 0-3-0, e ruote da 1.330 mm di diametro, tipico delle locomotive tuttofare dell'epoca; era una macchina a vapore saturo, a 2 cilindri esterni, a semplice espansione. Venne realizzata con differenze piuttosto contenute in tre versioni di cui la serie da SFM 3331 a 3364 differiva per la forma piuttosto ridotta della cabina di guida, una distanza inferiore di 100 mm tra macchina e tender e pochi altri particolari mentre la serie costituita dalle unità SFM 3306, 3315 e 3324 aveva alcune differenze tecniche e si distingueva per la posizione arretrata del duomo (posto all'altezza del III asse) e la sabbiera tra camino e duomo.
La caldaia che equipaggiava la maggior parte delle unità era lunga 7.000 mm (6.952 mm nelle 3 unità 2066, 2075 e 2084) e conteneva un volume d'acqua (misurata a 10 cm sopra il cielo del forno) di 4,34 m³ e un volume di vapore di 1,65 m³; la sua pressione di taratura era di 9 bar. Le tre macchine citate con la caldaia più corta erano meno capienti in acqua, 3,775 m³ ma maggiormente vaporiere, 1,87 m³. Tuttavia erano in grado di produrre quasi lo stesso quantitativo orario di vapore asciutto: 5.280/5.290 kg. Di poco differenti erano anche le dimensioni esterne ed interne del corpo cilindrico, rispettivamente 1.372 mm di diametro contro 1.330 e 1.316 contro 1.302; anche la sua lunghezza variava dai 5,165 m (compresa di camera a fumo) a 5,152 m.
Il forno era delle dimensioni di 1.600 x 1.016 mm e di 1.560 x 1.090 mm nel secondo caso; alto in media 1.210 mm contro 1.310 mm sul piano della graticola della superficie poco differente, 1,64 m² nel primo sottogruppo e 1,60 m² nel secondo.
Variava anche il numero di tubi bollitori, 183 contro 193, di ugual diametro 50/45 mm con lunghezza uguale tra le piastre estreme di 4.250 mm. Le differenze costruttive si traducevano in una differente superficie di riscaldamento: la superficie tubiera era di 109,94 m² nel primo gruppo e 115,98 nel secondo; la superficie di riscaldamento estesa sulla volta del forno era rispettivamente di 7,08 m² e di 7,58 m². In totale quindi, 117,02 m² contro 123,56 m².
Le prestazioni della macchina permettevano a tutte le unità uno sforzo di trazione massimo di 7.280 kg e continuo (alla velocità di 30 km/h) di 4.080 kg ma variava la loro capacità di spunto alla partenza: le locomotive del primo gruppo sviluppavano una forza di 5.320 kg mentre quelle del secondo spuntavano meglio delle prime con 5.620 kg..
Il motore delle locomotive del gruppo 206 era costituito da 2 cilindri del diametro di 450 mm che facevano una corsa di 650 mm; il vapore era addotto mediante cassetti piani azionati da un meccanismo della distribuzione sistema Stephenson. La velocità raggiunta di 50 km/h era per l'epoca sufficiente per la maggior parte degli utilizzi.
Tutte le locomotive erano dotate di freno a controvapore e freno a mano agente sulle ruote del tender.
Alle locomotive era accoppiato un tender a 2 assi della massa totale di 22,9 t; la capacità di acqua era di 8 m³ e quella di carbone di 4 t.